# Goldene Rose (Aachen)

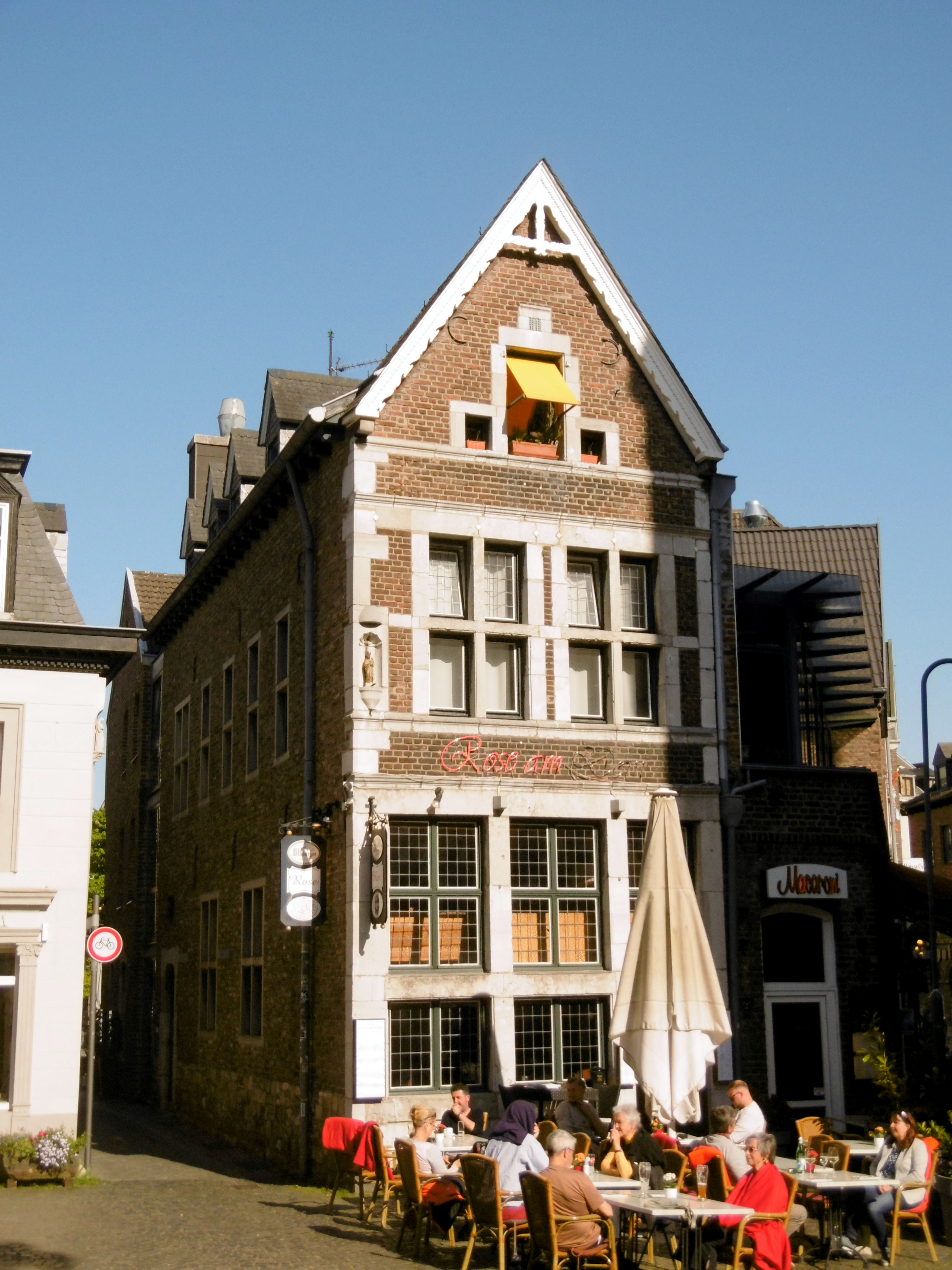
Haus Goldene Rose

Das Haus Goldene Rose (früher als Haus Zur Mark bezeichnet) ist ein denkmalgeschütztes Wohnhaus in Aachen.
Das am Fischmarkt 1 gelegene, zweigeschossige Giebelhaus beherbergt eine der ältesten Gastwirtschaften Aachens. So wurden bereits während der Errichtung des gotischen Chors am Aachener Dom 1335 die Steinmetze hier verköstigt.
Nach dem Stadtbrand von 1656 wurde das Haus neu aufgebaut und erhielt in diesem Zusammenhang den neuen Namen „Zur Rose“. Es verfügt über die für Aachen charakteristische Fachwerksfassade aus Blaustein und Kreuzstockfenster unter Maasrenaissanceeinfluss. Im Zweiten Weltkrieg erlitt es schwerste Schäden. 1954 wurde es unter dem Aachener Stadtkonservator Leo Hugot nach altem Vorbild wieder aufgebaut. Dabei wurde der hölzerne Schwebegiebel in Anlehnung an jenen des kriegszerstörten Hauses Kleinkölnstraße 8 neu gestaltet. Zahlreiche Blausteinelemente wurden von anderen, niedergelegten Gebäuden aus der Aachener Umgebung transloziert. Der Portalbogen im seitlichen zum Spitzgässchen liegenden Teil mit der Jahreszahl 1675 im Keilstein wurde nachträglich aus der 1965 abgetragenen Burg Lürken eingebaut.
Seit 1984 steht das Haus unter Denkmalschutz, vor allem wegen der Kreuzstockfensterfassade.
Heute ist im Erdgeschoss ein Restaurant. (Stand 2021)